# Rosyjska polityka historyczna

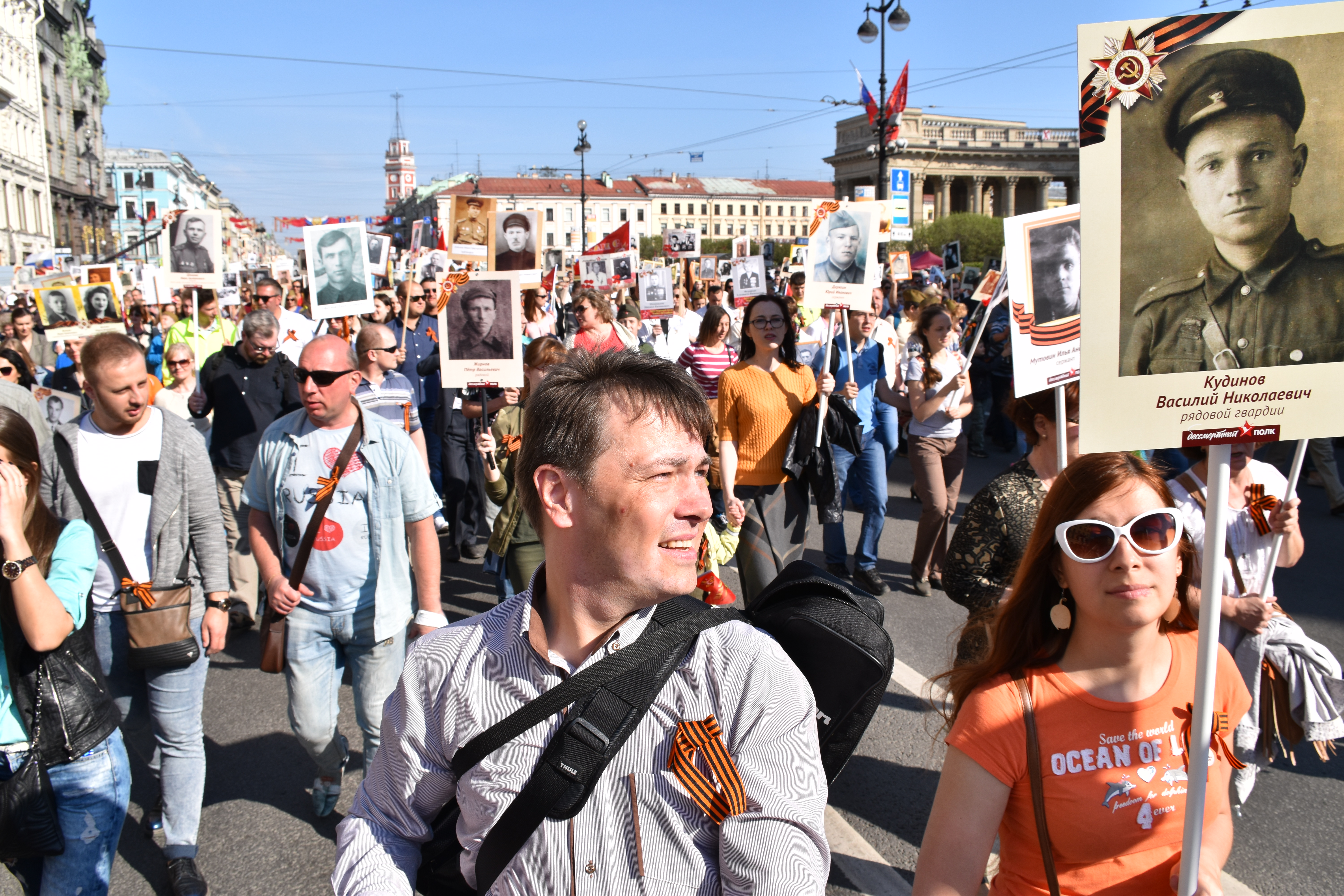
Nieśmiertelny pułk, coroczna akcja społeczna upamiętniająca zwycięstwo i ofiary wielkiej wojny ojczyźnianej, Petersburg 2016

Rosyjska polityka historyczna – działania władz państwowych na rzecz kształtowania pamięci zbiorowej (świadomości historycznej) społeczeństwa Rosyjskiej Federacji.
Po rozpadzie Związku Radzieckiego postsowiecka polityka historyczna w latach 1990. adaptowała się do nowego państwa: Federacji Rosyjskiej, z jednej strony rozliczając się z okresem komunistycznym, w szczególności represjami i systemem gułagów, a z drugiej szukając nowych wartości, często nawiązując do idei okresu komunistycznego i wcześniejszej Rosji carskiej.
Po objęciu władzy przez Władimira Putina, w polityce tej zdecydowanie osłabił się wątek rozrachunku z okresem komunistycznym, w szczególności z okresem stalinowskim, skupiając się na państwowości rosyjskiej od czasów najdawniejszych i imperialnym charakterze rosyjskiego państwa.
W drugiej i trzeciej dekadzie XXI wieku obserwuje się zjawisko pogłębiającego upolitycznienia historii. Ważną rolę w realizowaniu polityki historycznej odgrywają Rosyjskie Towarzystwo Wojskowo-Historyczne i Służba Wywiadu Zagraniczneego. W listopadzie 2023 roku utworzono Narodowe Centrum Pamięci Historycznej przy Prezydencie Rosji.
8 maja 2024 roku rosyjski dyktator podpisał dekret O zatwierdzeniu podstaw polityki państwowej Federacji Rosyjskiej w dziedzinie edukacji historycznej przewidujący opracowanie jednolitej metodologii nauczania historii oraz ujednoliconej serii szkolnych podręczników historii.

## Ocena Rosji carskiej
Dekretem z 2004 roku Dzień Jedności Narodowej (ros. День народного единства) obchodzony jest w 4 listopada, czyli w dniu odbicia w 1612 roku kremla moskiewskiego opanowanego przez wojska I Rzeczypospolitej (w trakcie wojny polsko-rosyjskiej 1609–1618) przez powstańców ludowych pod przywództwem Dymitra Pożarskiego i Kuźmy Minina, w zastępstwie przypadającej na 7 listopada rocznicy wybuchu rewolucji bolszewickiej.
Z kolei w 2016 roku Putin nazwał księcia Włodzimierza, wczesnośredniowiecznego władcę Rusi Kijowskiej, „zbieraczem i obrońcą ziem ruskich” oraz „dalekowzrocznym mężem stanu, który położył fundament pod silne, jednolite, scentralizowane państwo, zapoczątkowując dzieło zjednoczenia wielkiej rodziny równych sobie narodów, języków, kultur i religii”.

### Ocena Wszechrusi
Rosyjska polityka historyczna nawiązuje do koncepcji Wszechrusi (zapoczątkowanej w 1547 roku przez koronację wielkiego księcia moskiewskiego Iwana IV Groźnego na „cara Wszechrusi”), z czym wiąże się zaprzeczenie istnienia samodzielnej narodowości ukraińskiej i białoruskiej oraz rolą Moskwy jako światowego centrum prawosławia.

## Ocena okresu ZSRR
Rosyjska polityka historyczna w dużej mierze jest wyznaczana kolejnymi wystąpieniami prezydenta Putina. W dorocznym orędziu 25 kwietnia 2005 roku wygłoszonym przed Zgromadzeniem Federalnym Rosji, połączonymi izbami parlamentu, Radą Federacji i Dumą Państwową, prezydent Putin nazwał rozpad Związku Radzieckiego w 1991 r. największą katastrofą geopolityczną XX wieku. Stanowisko to łączy się z rehabilitacją tajnych służb i dawnego NKWD i KGB.

### Ocena II wojny światowej
Okres II wojny światowej jest dalej zwany „Wielką Wojną Ojczyźnianą”, z czego wynika ograniczenie jej do lat 1941–1945 i pomijanie roli paktu Ribbentrop-Mołotow. W związku z 65. rocznicą zakończenia II wojny światowej Putin stwierdził, że to Polska jest winna wybuchu wojny, co wywołało sprzeciw Europarlamentu oraz władz polskich.

## Neoimperializm i koncepcja „rosyjskiego świata (miru)”
Politykę współczesnej Rosji charakteryzuje się często jako neoimperialną. Łączy się to ściśle z koncepcją rosyjskiego świata. Ma być on wspólnotą rosyjskiego języka i kultury, przy zachowaniu konserwatywnych wartości i konfrontacji kulturowej z rzekomo bezbożnym i rozwiązłym Zachodem. W 2007 roku Władimir Putin dał podwaliny pod budowę „rosyjskiego świata”, zakładając poza granicami Rosji sieć rosyjskich centrów kultury, o nazwie „Ruski Mir”, podobnych do brytyjskiej British Council czy chińskich Instytutów Konfucjusza.
Wedle rosyjskiego deputowanego Wiaczesława Nikonowa (prawnuka Wiaczesława Mołotowa) „rosyjski świat to niezależna cywilizacja, która jest w stanie promować określone idee”. Koncepcja „rosyjskiego świata” wspierana jest przez Rosyjski Kościół Prawosławny w samej Rosji, jak i poza jej granicami.

## Euroazjatyzm
Istotnym składnikiem rosyjskiej polityki historycznej jest separacja dziejów Rosji w ramach cywilizacji euroazjatyckiej.

## Rosyjska polityka historyczna a wojna hybrydowa
Rosyjska polityka historyczna uważana jest za istotny składnik wojen hybrydowych i wojny informacyjnej, gdyż przed aneksją Krymu przypominała ona o przynależności Krymu do Rosji Carskiej i Radzieckiej oraz o włączeniu Krymu do Ukrainy wskutek decyzji Chruszczowa dopiero w roku 1954, którą uważa ona za nielegalną.